# Équipe d'Allemagne de football à la Coupe du monde 1934
L'Équipe d'Allemagne de football est troisième de la coupe du monde de football de 1934.
C'est sa première participation à une Coupe du monde.

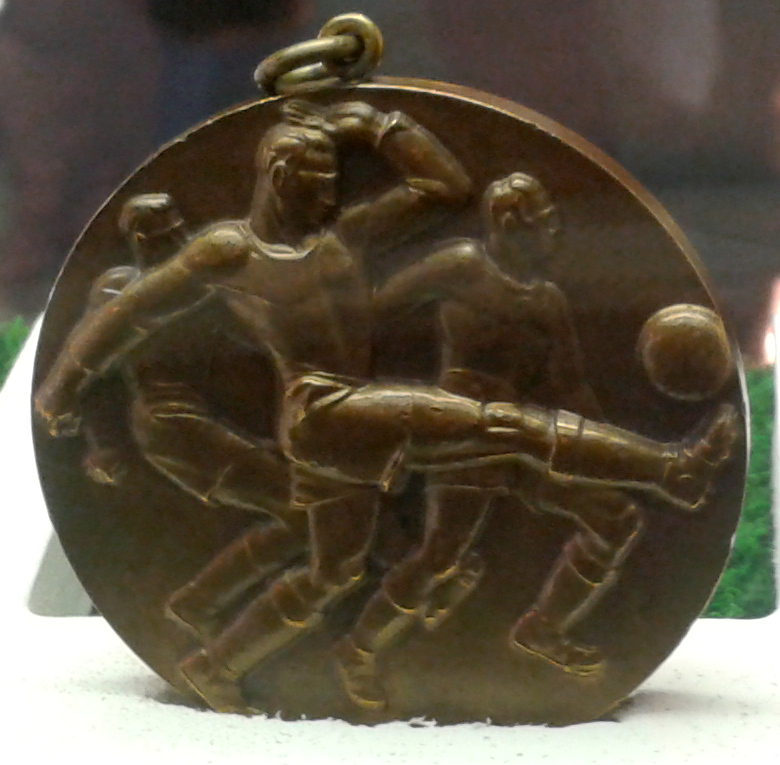
Médaille de Bronze donné à l'Allemagne pour sa troisième place en 1934

## Effectif
| Nom                | Nom                  | Club                  | Date de naissance | âge             | J.              | Buts            |                 |                 |                 |
| Gardiens de but    | Gardiens de but      | Gardiens de but       | Gardiens de but   | Gardiens de but | Gardiens de but | Gardiens de but | Gardiens de but | Gardiens de but | Gardiens de but |
| ------------------ | -------------------- | --------------------- | ----------------- | --------------- | --------------- | --------------- | --------------- | --------------- | --------------- |
| -                  | Hans Jakob           | Jahn Regensburg       | 16/06/1908        | 26 ans          | 1               | 0               | 0               | 0               | 0               |
| -                  | Willibald Kreß       | Dresdner SC           | 13/11/1906        | 27 ans          | 3               | 0               | 0               | 0               | 0               |
| -                  | Fritz Buchloh        | VfB Speldorf          | 26/11/1909        | 24 ans          | 0               | 0               | 0               | 0               | 0               |
| Défenseurs         |                      |                       |                   |                 |                 |                 |                 |                 |                 |
| -                  | Willy Busch          | TuS Duisburg 99       | 04/01/1907        | 27 ans          | 3               | 0               | 0               | 0               | 0               |
| -                  | Sigmund Haringer     | Bayern Munich         | 09/12/1908        | 25 ans          | 3               | 0               | 0               | 0               | 0               |
| -                  | Paul Janes           | Fortuna Düsseldorf    | 10/03/1912        | 22 ans          | 2               | 0               | 0               | 0               | 0               |
| -                  | Hans Schwartz        | Victoria Hambourg     | 01/03/1913        | 21 ans          | 1               | 0               | 0               | 0               | 0               |
| Milieux de terrain |                      |                       |                   |                 |                 |                 |                 |                 |                 |
| -                  | Jakob Bender         | Fortuna Düsseldorf    | 23/03/1910        | 24 ans          | 2               | 0               | 0               | 0               | 0               |
| -                  | Rudolf Gramlich      | Eintracht Francfort   | 06/06/1908        | 26 ans          | 1               | 0               | 0               | 0               | 0               |
| -                  | Reinhold Münzenberg  | Aix-la-Chapelle       | 25/01/1909        | 25 ans          | 1               | 0               | 0               | 0               | 0               |
| -                  | Hans Mock            | Austria Vienne        | 09/12/1906        | 27 ans          | 0               | 0               | 0               | 0               | 0               |
| -                  | Fritz Szepan         | Schalke 04            | 02/09/1907        | 26 ans          | 4               | 0               | 0               | 0               | 0               |
| -                  | Paul Zielinski       | Union 02 Hamborn      | 20/11/1911        | 22 ans          | 4               | 0               | 0               | 0               | 0               |
| Attaquants         |                      |                       |                   |                 |                 |                 |                 |                 |                 |
| -                  | Ernst Albrecht       | Fortuna Düsseldorf    | 12/11/1907        | 26 ans          | 0               | 0               | 0               | 0               | 0               |
| -                  | Rudolf Gellesch      | Fortuna Düsseldorf    | 01/05/1914        | 20 ans          | 0               | 0               | 0               | 0               | 0               |
| -                  | Edmund Conen         | Sarrebruck            | 10/11/1914        | 19 ans          | 4               | 4               | 0               | 0               | 00              |
| -                  | Matthias Heidemann   | Werder Brême          | 07/02/1912        | 22 ans          | 1               | 0               | 0               | 0               | 0               |
| -                  | Karl Hohmann         | VfL Benrath           | 18 juin 1908      | 25 ans          | 2               | 2               | 0               | 0               | 0               |
| -                  | Stanislaus Kobierski | Fortuna Düsseldorf    | 15 novembre 1910  | 23 ans          | 3               | 1               | 0               | 0               | 0               |
| -                  | Ernst Lehner         | TSV Schwaben Augsburg | 07/11/1912        | 21 ans          | 4               | 2               | 0               | 0               | 0               |
| -                  | Rudolf Noack         | Hambourg SV           | 30/03/1913        | 21 ans          | 1               | 1               | 0               | 0               | 0               |
| -                  | Otto Siffling        | Waldhof Mannheim      | 3 août 1912       | 21 ans          | 4               | 1               | 0               | 0               | 0               |
| Sélectionneur      |                      |                       |                   |                 |                 |                 |                 |                 |                 |
|                    | Otto Nerz            |                       | 21.10.1892        | 41 ans          |                 |                 |                 |                 |                 |

## Phase finale

### Huitième de finale
| 27 mai 1934                         | Allemagne                                                                                           | 5 – 2   | Belgique | Stade Giovanni Berta (Florence)                  |                                                  |
| 16 h 30 · Historique des rencontres | Kobierski 25e · Siffling 49e · Conen 66e, 70e, 87e                                                  | (1 - 2) | Voorhoof 29e, 43e | Spectateurs : 8 000 Arbitrage : Francesco Mattea | Spectateurs : 8 000 Arbitrage : Francesco Mattea |
| 16 h 30 · Historique des rencontres | Rapport                                                                                             |         | | Spectateurs : 8 000 Arbitrage : Francesco Mattea | Spectateurs : 8 000 Arbitrage : Francesco Mattea |
| 16 h 30 · Historique des rencontres | Kreß - Haringer, Schwartz - Janes, Szepan , Zielinski - Lehner, Hohmann, Conen, Siffling, Kobierski | Équipes | Vandeweyer - Smellinckx, Joacim - Peeraer, Welkenhuysen , Claessens - De Vries, Voorhoof, Capelle, Grimmonprez, Heremans | Spectateurs : 8 000 Arbitrage : Francesco Mattea | Spectateurs : 8 000 Arbitrage : Francesco Mattea |

### Quart de finale
| 31 mai 1934                         | Allemagne                                                                                           | 2 - 1   | Suède | Stade San Siro (Milan)                             |                                                    |
| 16 h 30 · Historique des rencontres | Hohmann 60e, 63e                                                                                    | (0 - 0) | Dunker 82e | Spectateurs : 3 000 Arbitrage : Rinaldo Barlassina | Spectateurs : 3 000 Arbitrage : Rinaldo Barlassina |
| 16 h 30 · Historique des rencontres | Rapport                                                                                             |         | | Spectateurs : 3 000 Arbitrage : Rinaldo Barlassina | Spectateurs : 3 000 Arbitrage : Rinaldo Barlassina |
| 16 h 30 · Historique des rencontres | Kreß - Haringer, Busch - Gramlich, Szepan , Zielinski - Lehner, Hohmann, Conen, Siffling, Kobierski | Équipes | Rydberg - Axelsson, S. Andersson - Carlsson, Rosén , E. Andersson - Dunker, Gustavsson, Jonasson, Keller, Kroon | Spectateurs : 3 000 Arbitrage : Rinaldo Barlassina | Spectateurs : 3 000 Arbitrage : Rinaldo Barlassina |

### Demi-finale
| 3 juin 1934                         | Tchécoslovaquie                                                                             | 3 - 1   | Allemagne                                                                                       | Stadio Nazionale del P.N.F. (Rome)                  |                                                     |
| 16 h 30 · Historique des rencontres | Nejedlý 21e, 69e, 81e                                                                       | (1 - 0) | Noack 59e                                                                                       | Spectateurs : 15 000 Arbitrage : Rinaldo Barlassina | Spectateurs : 15 000 Arbitrage : Rinaldo Barlassina |
| 16 h 30 · Historique des rencontres | Rapport                                                                                     |         |                                                                                                 | Spectateurs : 15 000 Arbitrage : Rinaldo Barlassina | Spectateurs : 15 000 Arbitrage : Rinaldo Barlassina |
| 16 h 30 · Historique des rencontres | Plánička - Burgr, Čtyřoký - Košťálek, Čambal, Krčil - Junek, Svoboda, Sobotka, Nejedlý, Puč | Équipes | Kreß - Haringer, Busch - Bender, Szepan , Zielinski - Lehner, Noack, Conen, Siffling, Kobierski | Spectateurs : 15 000 Arbitrage : Rinaldo Barlassina | Spectateurs : 15 000 Arbitrage : Rinaldo Barlassina |

### Match pour la troisième place
| 7 juin 1934                       | Allemagne                                                                                          | 3 - 2   | Autriche                                                                                    | Stade Giorgio Ascarelli (Naples)               |                                                |
| 18:00 · Historique des rencontres | Lehner 4e, 42e · Conen 29e                                                                         | (3 - 1) | Horvath 30e · Sesta 55e                                                                     | Spectateurs : 7 000 Arbitrage : Albino Carraro | Spectateurs : 7 000 Arbitrage : Albino Carraro |
| 18:00 · Historique des rencontres | Rapport                                                                                            |         |                                                                                             | Spectateurs : 7 000 Arbitrage : Albino Carraro | Spectateurs : 7 000 Arbitrage : Albino Carraro |
| 18:00 · Historique des rencontres | Jakob - Janes, Busch - Bender, Szepan , Zielinski - Lehner, Münzenberg, Conen, Siffling, Heidemann | Équipes | Platzer - Cisar, Sesta - Wagner, Smistik , Urbanek - Zischek, Bican, Braun, Horvath, Viertl | Spectateurs : 7 000 Arbitrage : Albino Carraro | Spectateurs : 7 000 Arbitrage : Albino Carraro |

## Les joueurs utilisés
| Joueurs                                   |    |    |    |    | Total |
| Gardiens de but                           |    |    |    |    |       |
| Willibald Kreß (Dresdner SC)              | 90 | 90 | 90 | -  | 270   |
| Hans Jakob (Jahn Regensburg)              | -  | -  | -  | 90 | 90    |
| Défenseurs                                |    |    |    |    |       |
| Sigmund Haringer (Bayern Munich)          | 90 | 90 | 90 | -  | 270   |
| Hans Schwartz (Victoria Hambourg)         | 90 | -  | -  | -  | 90    |
| Paul Janes (Fortuna Düsseldorf)           | 90 |    |    | 90 | 180   |
| Willy Busch (TuS Duisburg 99)             | -  | 90 | 90 | 90 | 270   |
| Milieux                                   |    |    |    |    |       |
| Fritz Szepan (Schalke 04)                 | 90 | 90 | 90 | 90 | 360   |
| Paul Zielinski (Union 02 Hamborn)         | 90 | 90 | 90 | 90 | 360   |
| Karl Hohmann (VfL Benrath)                | 90 | 90 | -  | -  | 180   |
| Jakob Bender (Fortuna Düsseldorf)         | -  |    | 90 | 90 | 180   |
| Rudolf Gramlich (Eintracht Francfort)     | -  | 90 | -  | -  | 90    |
| Reinhold Münzenberg (Aix-la-Chapelle)     | -  | -  | -  | 90 | 90    |
| Attaquants                                |    |    |    |    |       |
| Ernst Lehner (TSV Schwaben Augsburg)      | 90 | 90 | 90 | 90 | 360   |
| Edmund Conen (Sarrebruck)                 | 90 | 90 | 90 | 90 | 360   |
| Matthias Heidemann (Werder Brême)         | -  | -  | -  | 90 | 90    |
| Otto Siffling (Waldhof Mannheim)          | 90 | 90 | 90 | 90 | 360   |
| Rudolf Noack (Hambourg SV)                | -  | -  | 90 | -  | 90    |
| Stanislaus Kobierski (Fortuna Düsseldorf) | 90 | 90 | 90 | -  | 270   |
| joueurs                                   |    |    |    |    | Total |